# Abraham Samson Onderwijzer

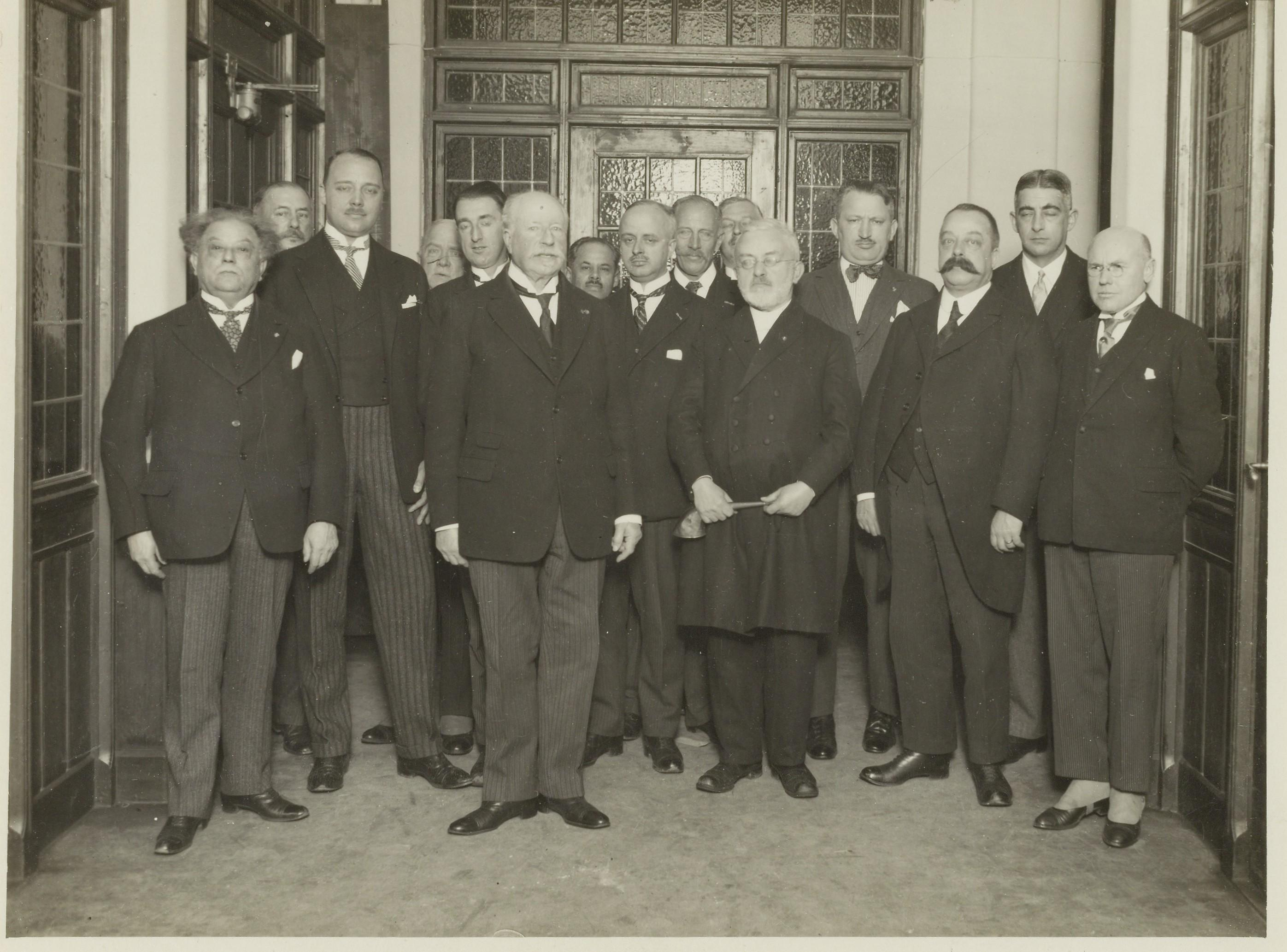
Abraham Samson Onderwijzer (voorste rij derde van rechts) op 5 januari 1928.

Abraham Samson Onderwijzer (Muiden, 24 juli 1862 - Amsterdam, 17 november 1934) was een Nederlands-Joodse opperrabbijn en Bijbelvertaler. Hij was de oprichter van de Joodse vakbond Betsalel.

## Biografie

### Jeugd, opleiding en huwelijk
Abraham Samson Onderwijzer werd op 24 juli 1862 geboren te Muiden als zoon van Samson Onderwijzer en Elisabeth van Gelder. Hij studeerde aan het Nederlands Israëlitisch Seminarium onder rector en opperrabbijn dr. Joseph Hirsch Dünner, en aan de Universiteit van Amsterdam, waar hij in 1884 met hoogste onderscheiding zijn kandidaatsexamen in de klassieke talen behaalde.
Op 19 september 1886 legde hij het moré-examen af. Ook hierin slaagde hij met de hoogste onderscheiding en werd op 24-jarige leeftijd als rabbijn geordineerd. De responsa die Onderwijzer voor dit examen maakte, verschenen ook in druk.
Hij werd op 5 juli 1888 toegewezen aan de Asjkenazi gemeente, de Nederlands-Israëlietische Hoofdsynagoge van Amsterdam als opvolger van Abraham van Loen. Daar was hij de eerste rabbijn uit een Nederlands-Joodse familie die niet uit een ander deel van Europa kwam.
Op 12 juni 1889 huwde hij met Lea Wagenaar (geb. 3 jan. 1870), zuster van opperrabbijn en Seminarium-rector Lion Wagenaar. Ze hadden negen kinderen.

### Vertaling Torah
Onderwijzer vertaalde de Torah in het Nederlands. een vijfdelig werk, dat van 1895 tot 1901 verscheen. Hij had als doel om hierin een zo getrouw mogelijke en voor de leek begrijpelijke vertaling te bieden. De vertaling ging vergezeld van het commentaar op de Pentateuch door Rasji, de grootste joodse Bijbelgeleerde uit de Middeleeuwen. Hoewel het drukken van Rasji’s tekst op zich al een hele onderneming is, leverde A.S. Onderwijzer de "geweldige prestatie door er ook een vertaling bij te geven en een levensbeschrijving van Rasji. Dat is ook de reden waarom van deze editie een herdruk is gemaakt, die nog altijd in de handel is."
Dit werk werd in Nederland betiteld als het 'belangrijkste monument op het gebied van de joodse wetenschap, dat het vooroorlogse jodendom ons heeft gelaten'.

### Betsalel
Op 29 oktober 1895 richtte hij de Joodse vakbond Betsalel op, waarvan hij erevoorzitter werd. Betsalel zorgde voor de religieuze behoeften van de vakbondsleden (200 in 1904), die voor een groot deel diamantbewerkers waren. Samen met andere Amsterdamse vakbonden, het Patrimonium en St. Eduardus, ondersteunde het de Algemeene Nederlandsche Diamantbewerkers Bond (ANDB), hoewel Betsalel volledig onafhankelijk was van deze organisatie.
Na het overlijden van dr. J.H. Dünner in 1911, werd hij, samen met J. Vredenburg, belast met de waarneming van het opperrabbinaat in Noord-Holland. Bij zijn 40-jarig ambtsjubileum als rabbijn werd hij benoemd tot Ridder in de Orde van de Nederlandse Leeuw. Enige jaren na zijn benoeming tot opperrabbijn werd hij ook Officier in de Orde van Oranje-Nassau.

### Opperrabbijn
Op 11 maart 1917 werd hij tot opperrabbijn verkozen van de asjkenazische gemeenschap te Amsterdam en Noord-Holland, waartoe ook gemeenten als Bussum, Hilversum, Haarlem en Den Helder behoorden. Hij was de eerste opperrabbijn van Amsterdam die op Nederlandse bodem was geboren. Iets wat ook voor zijn opvolgers L.H. Sarlouis en Justus Tal zou gelden.
In tegenstelling tot zijn leermeester en voorbeeld Dünner kon hij zich niet vinden in het zionisme, dat in zijn ogen niet alleen utopisch was maar zelfs olie op het vuur van de antisemieten.
Opperrabbijn Onderwijzer kwam in 1934 om het leven na een aanrijding door een tram in Amsterdam. 
In Amsterdam is het A.S. Onderwijzerhof, een pleintje achter het Joods Historisch Museum, naar hem vernoemd als eerbetoon. 